# Гамалиевский сельский совет (Шосткинский район)
Гамалиевский сельский совет (укр. Гамаліївська сільська рада) — входит в состав
Шосткинского района
Сумской области
Украины.
Административный центр сельского совета находится в 
с. Гамалиевка
.

## Населённые пункты совета
- с. Гамалиевка
- с. Гуково